# Europees kampioenschap hockey mannen 1987
Het Europees kampioenschap hockey (1987) voor mannen had plaats van donderdag 20 augustus tot en met zondag 30 augustus 1987 in het Dynamo-stadion in Moskou in de toenmalige Sovjet-Unie. Het was de vijfde editie van dit internationale sportevenement, dat onder auspiciën stond van de Europese hockeyfederatie (EHF). Titelverdediger was Nederland.

## Groepsindeling
| Groep A                                           | Groep B                                                  |
| ------------------------------------------------- | -------------------------------------------------------- |
| België Engeland Italië Nederland Schotland Spanje | Frankrijk Ierland Wales Polen West-Duitsland Sovjet-Unie |

## Selecties

### Nederland
1. Frank Leistra (gk)
2. Patrick Faber
3. Cees Jan Diepeveen
4. Maurits Crucq
5. René Klaassen
6. Hendrik Jan Kooijman
7. Marc Delissen
8. Jacques Brinkman

1. Robbert Delissen
2. Theodoor Doyer
3. Floris Jan Bovelander
4. Gert-Jan Schlatmann
5. Ronald Jansen (gk)
6. Tom van 't Hek
7. Erik Parlevliet
8. Taco van den Honert

- Bondscoach

Hans Jorritsma
- Manager: Nico Spits
- Dokter: Wim Crouwel
- Fysio: Leo Heere

## Uitslagen voorronde

### Groep A
- Nederland -  Schotland 4-0
- Spanje -  België 2-1
- England- Italië 7-0

- Schotland -  Italië 1-0
- België-England 1-4
- Nederland -  Spanje 1-0

- Spanje -  Italië 11-0
- England- Schotland 5-0
- Nederland -  België 6-1

- Schotland -  België 2-2
- Italië -  Nederland 0-7
- Spanje-England 0-3

- België -  Italië 5-3
- Spanje -  Schotland 2-2
- England- Nederland 2-0

### Eindstand groep A
1.  Engeland 5 5 0 0 (21– 1) 10
2.  Nederland 5 4 0 1 (18– 3) 8
3.  Spanje 5 2 1 2 (15– 7) 5
4.  Schotland 5 1 2 2 (5–13) 4
5.  België 5 1 1 3 (10–17) 3
6.  Italië 5 0 0 5 (3–31) 0

### Groep B
- West-Duitsland -  Ierland 4-0
- Frankrijk -  Polen 1-3
- Sovjet-Unie -  Wales 2-0

- West-Duitsland -  Polen 4-2
- Wales -  Frankrijk 1-1
- Sovjet-Unie -  Ierland 1-1

- West-Duitsland -  Wales 3-1
- Polen -  Ierland 1-3
- Sovjet-Unie -  Frankrijk 2-0

- Wales -  Ierland 2-3
- West-Duitsland -  Frankrijk 4-0
- Sovjet-Unie -  Polen 3-1

- Frankrijk -  Ierland 0-2
- Polen -  Wales 3-1
- Sovjet-Unie -  West-Duitsland 0-1

### Eindstand groep B
1.  West-Duitsland 5 5 0 0 (16– 3) 10
2.  Sovjet-Unie 5 3 1 1 (8– 3) 7
3.  Ierland 5 3 1 1 (9– 8) 7
4.  Polen 5 2 0 3 (10–12) 4
5.  Wales 5 0 1 4 (5–12) 1
6.  Frankrijk 5 0 1 4 (2–12) 1

## Uitslagen eindfase

### Tussenronde voor plaats 9 t/m 12
- België -  Frankrijk 3-3 ( België wint na strafballen (9-8))
- Wales -  Italië 1-2

### Tussenronde voor plaats 5 t/m 8
- Spanje -  Polen 0-2
- Ierland -  Schotland 3-2

### Halve finale
- Sovjet-Unie -  Engeland 0-2
- Nederland -  West-Duitsland 2-1

## Finalewedstrijden

### Om plaats 11
- Frankrijk -  Wales 1-0

### Om plaats 9
- België -  Italië 1-1 (Italië wint na strafballen (6-7))

### Om plaats 7
- Spanje -  Schotland 3-3 (Spanje wint na strafballen (3-2))

### Om plaats 5
- Ierland -  Polen 1-2

### Om plaats 3
- Sovjet-Unie -  West-Duitsland 2-3 (na verlenging)

### Finale
- Engeland -  Nederland 1-1 (Nederland wint na strafballen (0-3))

| Europees kampioen 1987 |
| ---------------------- |
|                        |
| Nederland Tweede titel |

## Eindrangschikking
1. Nederland
2. Engeland
3. West-Duitsland
4. Sovjet-Unie
5. Polen
6. Ierland
7. Spanje
8. Schotland
9. Italië
10. België
11. Frankrijk
12. Wales

1970 · 1974 · 1978 · 1983 · 1987 · 1991 · 1995 · 1999 · 2003 · 2005 · 2007 · 2009 · 2011 · 2013 · 2015 · 2017 · 2019 · 2021 · 2023